# Dracula schudelii
Dracula schudelii är en orkidéart som beskrevs av Carlyle August Luer och Alexander Charles Hirtz. Dracula schudelii ingår i släktet Dracula och familjen orkidéer.
Artens utbredningsområde är Ecuador. Inga underarter finns listade i Catalogue of Life.